# KS Gedania Danzig
KS Gedania Danzig was een voetbalclub uit de vrije stad Danzig.

## Geschiedenis
De club werd in 1922 opgericht door de Poolse minderheid in Danzig. De club zou aanvankelijk Polonia Danzig heten, maar de Duitse machthebber in de vrije stad was hiertegen, alsook tegen de blauw-witte clubkleuren waarin SC Lauental al speelde. Hierop werd de naam Klub Sportowy Gedania Danzig aangenomen, Gedania is de Latijnse benaming van Danzig. In 1924 sloot de club zich aan bij de Baltische voetbalbond, hoewel een onafhankelijk land speelden de clubs uit Danzig toch in de competitie van het Duitse Rijk. De club was niet uitsluitend voor Polen en ook Duitsers sloten zich aan. In 1935 moesten zij verplicht de club verlaten van de overheid, joden mochten wel nog blijven.
In 1928 promoveerde de club naar de hoogste klasse van de Bezirksliga Danzig, maar trok zich terug uit de competitie. Vanaf 1929 speelde de club wel in de Bezirksliga. In 1930 werd de club tweede achter SV Neufahrwasser en plaatste zich voor de Grensmarkse eindronde, waar ze uitgeschakeld werden door SV Graf Schwerin Deutsch Krone. In 1932 werd de club laatste. Door de strenge winters in het Baltische gebied werden de competities vanaf begin jaren dertig vroeger gespeeld. Zo werd de competitie van 1933/34 reeds in 1932 begonnen. Men wist toen nog niet dat de competitie in 1933 ingrijpend zou veranderen nadat de NSDAP aan de macht kwam in Duitsland. De Gauliga werd ingevoerd als nieuwe hoogste klasse en verving de talloze regionale competities. Uit Danzig plaatsten zich drie clubs voor de Gauliga Ostpreußen. Het seizoen 1933/34 waarin Gedania eerste eindigde werd niet uitgespeeld, maar deze plaats gaf wel recht op deelname aan de Gauliga.
In een groep met enkel clubs uit Danzig en Koningsbergen werd de club voorlaatste. Het volgende seizoen werd de club derde. Na dit seizoen werd de competitie geherstructureerd en werden de clubs uit de Gauliga samengevoegd met de clubs uit de Bezirksliga verdeeld over vier reeksen, waarvan de top twee zich voor de eigenlijke Gauliga plaatste. In 1937 plaatste de club zich voor de Gauliga, en werd in de eindronde derde in zijn groep. Ook in 1938 was dit het resultaat. Na dit seizoen kwam er één Gauliga met tien clubs, waar de club voor geplaatst was.
De club werd vijfde, maar na dit seizoen werd de club verboden door de overheid omdat het een club was van de Poolse minderheid. De club sloot zich nu aan bij de Poolse competitie, maar na het uitbreken van de Tweede Wereldoorlog werd de club helemaal verboden. De nazi's uit de stad verwoestten de terreinen van de club en ook de bekers, prijzen en het archief van de club. Enkele leden van de club werden neergeschoten of naar concentratiekampen gebracht, velen overleefden de oorlog niet.
Nadat het Rode Leger de stad innam op 16 mei 1945 werd de club heropgericht als Gedania Gdańsk. De stad werd nu Pools en nam de naam Gdańsk aan. In 1951 en 1952 speelde de club in de Poolse tweede klasse, maar zakte daarna weg naar lagere reeksen.